# Coppa J.League 2003
La J.League Cup 2003 (o Coppa Yamazaki Nabisco 2003), la Coppa di Lega nipponica di calcio, venne vinta dall'Urawa Red Diamonds.
A questa competizione hanno preso parte tutte le squadre di J.League 1. I Kashima Antlers e lo Shimizu S-Pulse accedono direttamente ai quarti a causa della qualificazione alla fase a gironi dell'AFC Champions League. Dalla fase a gironi accedono ai quarti le prime di ogni gruppo e le seconde del gruppo A e B.

## Fase a gironi

### Gruppo A
| Squadra      | Pt | G | V | N | P | RF | RS | DR |
| ------------ | -- | - | - | - | - | -- | -- | -- |
| Júbilo Iwata | 10 | 6 | 3 | 1 | 2 | 13 | 8  | +5 |
| Urawa Reds   | 8  | 6 | 2 | 2 | 2 | 4  | 5  | -1 |
| Tokyo Verdy  | 8  | 6 | 2 | 2 | 2 | 7  | 10 | -3 |
| Vissel Kōbe  | 7  | 6 | 2 | 1 | 3 | 9  | 10 | -1 |

| 8 marzo 2003       |       |                    |
| Júbilo Iwata       | 2 - 0 | Urawa Red Diamonds |
| Tokyo Verdy 1969   | 0 - 1 | Vissel Kobe        |
| 15 marzo 2003      |       |                    |
| Vissel Kobe        | 4 - 2 | Júbilo Iwata       |
| Urawa Red Diamonds | 0 - 1 | Tokyo Verdy 1969   |
| 9 aprile 2003      |       |                    |
| Júbilo Iwata       | 4 - 0 | Tokyo Verdy 1969   |
| Vissel Kobe        | 1 - 2 | Urawa Red Diamonds |
| 23 aprile 2003     |       |                    |
| Urawa Red Diamonds | 0 - 0 | Júbilo Iwata       |
| Vissel Kobe        | 2 - 2 | Tokyo Verdy 1969   |
| 2 luglio 2003      |       |                    |
| Tokyo Verdy 1969   | 1 - 1 | Urawa Red Diamonds |
| Júbilo Iwata       | 3 - 1 | Vissel Kobe        |
| 16 luglio 2003     |       |                    |
| Urawa Red Diamonds | 1 - 0 | Vissel Kobe        |
| Tokyo Verdy 1969   | 3 - 2 | Júbilo Iwata       |

### Gruppo B
| Squadra            | Pt | G | V | N | P | RF | RS | DR  |
| ------------------ | -- | - | - | - | - | -- | -- | --- |
| FC Tokyo           | 11 | 6 | 3 | 2 | 1 | 12 | 5  | +7  |
| Yokohama F·Marinos | 11 | 6 | 3 | 2 | 1 | 10 | 5  | +5  |
| Vegalta Sendai     | 7  | 6 | 2 | 1 | 3 | 9  | 11 | -2  |
| Kashiwa Reysol     | 3  | 6 | 0 | 3 | 3 | 3  | 13 | -10 |

| 8 marzo 2003        |       |                     |
| Kashiwa Reysol      | 1 - 1 | Vegalta Sendai      |
| Yokohama F. Marinos | 1 - 0 | FC Tokyo            |
| 15 marzo 2003       |       |                     |
| FC Tokyo            | 2 - 2 | Yokohama F. Marinos |
| Vegalta Sendai      | 4 - 1 | Kashiwa Reysol      |
| 9 aprile 2003       |       |                     |
| Kashiwa Reysol      | 0 - 3 | Yokohama F. Marinos |
| FC Tokyo            | 4 - 1 | Vegalta Sendai      |
| 23 aprile 2003      |       |                     |
| FC Tokyo            | 4 - 0 | Kashiwa Reysol      |
| Yokohama F. Marinos | 0 - 2 | Vegalta Sendai      |
| 2 luglio 2003       |       |                     |
| Vegalta Sendai      | 0 - 3 | Yokohama F. Marinos |
| Kashiwa Reysol      | 0 - 0 | FC Tokyo            |
| 16 luglio 2003      |       |                     |
| Vegalta Sendai      | 1 - 2 | FC Tokyo            |
| Yokohama F. Marinos | 1 - 1 | Kashiwa Reysol      |

### Gruppo C
| Squadra      | Pt | G | V | N | P | RF | RS | DR |
| ------------ | -- | - | - | - | - | -- | -- | -- |
| Gamba Osaka  | 7  | 4 | 2 | 1 | 1 | 8  | 6  | +2 |
| Cerezo Osaka | 5  | 4 | 1 | 2 | 1 | 4  | 4  | 0  |
| JEF United   | 4  | 4 | 1 | 1 | 2 | 5  | 7  | -2 |

| 8 marzo 2003        |       |                     |
| Gamba Osaka         | 1 - 0 | Cerezo Osaka        |
| 15 marzo 2003       |       |                     |
| JEF United Ichihara | 1 - 2 | Cerezo Osaka        |
| 9 aprile 2003       |       |                     |
| Cerezo Osaka        | 0 - 0 | JEF United Ichihara |
| 23 aprile 2003      |       |                     |
| Cerezo Osaka        | 2 - 2 | Gamba Osaka         |
| 2 luglio 2003       |       |                     |
| Gamba Osaka         | 4 - 2 | JEF United Ichihara |
| 16 luglio 2003      |       |                     |
| JEF United Ichihara | 2 - 1 | Gamba Osaka         |

### Gruppo D
| Squadra            | Pt | G | V | N | P | RF | RS | DR |
| ------------------ | -- | - | - | - | - | -- | -- | -- |
| Nagoya Grampus     | 8  | 4 | 2 | 2 | 0 | 3  | 1  | +2 |
| Kyoto Purple Sanga | 5  | 4 | 1 | 2 | 1 | 5  | 5  | 0  |
| Oita Trinita       | 2  | 4 | 0 | 2 | 2 | 5  | 7  | -2 |

| 8 marzo 2003         |       |                      |
| Kyoto Purple Sanga   | 3 - 2 | Oita Trinita         |
| 15 marzo 2003        |       |                      |
| Oita Trinita         | 0 - 1 | Nagoya Grampus Eight |
| 9 aprile 2003        |       |                      |
| Nagoya Grampus Eight | 0 - 0 | Kyoto Purple Sanga   |
| 23 aprile 2003       |       |                      |
| Oita Trinita         | 2 - 2 | Kyoto Purple Sanga   |
| 2 luglio 2003        |       |                      |
| Nagoya Grampus Eight | 1 - 1 | Oita Trinita         |
| 16 luglio 2003       |       |                      |
| Kyoto Purple Sanga   | 0 - 1 | Nagoya Grampus Eight |

## Scontri a eliminazione diretta

### Quarti di finale
|                    |       |                | Andata | Ritorno |  |
| ------------------ | ----- | -------------- | ------ | ------- |  |
| Yokohama F·Marinos | 0 - 4 | Júbilo Iwata   | 0 - 1  | 0 - 3   |  |
| Urawa Reds         | 4 - 2 | FC Tokyo       | 2 - 2  | 2 - 0   |  |
| Shimizu S-Pulse    | 4 - 3 | Gamba Osaka    | 1 - 1  | 3 - 2   |  |
| Kashima Antlers    | 6 - 1 | Nagoya Grampus | 5 - 1  | 1 - 0   |  |

### Semifinali
|                 |       |              | Andata | Ritorno |  |
| --------------- | ----- | ------------ | ------ | ------- |  |
| Kashima Antlers | 2 - 1 | Júbilo Iwata | 0 - 1  | 2 - 0   |  |
| Shimizu S-Pulse | 2 - 6 | Urawa Reds   | 1 - 0  | 1 - 6   |  |

### Finale
| Arbitro: | Toru Kamikawa |

|  |           |                                                            |
|  | Marcatori | 13’ Kōji Yamase 48’ Emerson 56’ Tatsuya Tanaka 86’ Emerson |

## Premi
- MVP: Tatsuya Tanaka -  Urawa Reds
- Capocannoniere: Emerson -  Urawa Reds
- Premio "Nuovo Eroe": Tatsuya Tanaka -  Urawa Reds